# SMS Tegetthoff (1912)
SMS Tegetthoff był austro-węgierskim drednotem typu Tegetthoff, nazwanym od Wilhelma von Tegetthoffa - XIX-wiecznego austriackiego admirała najbardziej znanego z pokonania Marynarki Włoskiej w bitwie pod Lissą (1866).
"Tegetthoff" został zamówiony w 1908 roku i zbudowany w stoczni Stabilimento Tecnico Triestino w Trieście. Po I wojnie światowej został przyznany Włochom, które złomowały go kilka lat później.